# كينيا كوتاني
كينيا كوتاني (باليابانية: コタニキンヤ.) هو مؤدي صوت ومغني وملحن ياباني، ولد في 16 يوليو 1979 في سايتاما في اليابان.

## وصلات خارجية
- الموقع الرسمي
- كينيا كوتاني على موقع IMDb (الإنجليزية)
- كينيا كوتاني على موقع ميوزك برينز (الإنجليزية)
- كينيا كوتاني على موقع ميوزك برينز (الإنجليزية)
- كينيا كوتاني على موقع كينوبويسك (الروسية)
- كينيا كوتاني على موقع ANN person (الإنجليزية)